# Aristide Rinaldini
Aristide Rinaldini (Montefalco, 5 de fevereiro de 1844 — Roma, 11 de fevereiro de 1920) foi um cardeal e arcebispo católico italiano.

## Biografia
Nascido em Montefalco , Aristide Rinaldini estudou no seminário do Vaticano (1860–1862), Almo Collegio Capranica em Roma (1862–1868) e na Pontifícia Universidade Gregoriana , onde obteve seu doutorado em filosofia e licenciou-se em teologia . Foi ordenado ao sacerdócio em 6 de junho de 1868 e depois serviu como secretário da Nunciatura Apostólica em Portugal até 1872.
Dentro da nunciatura à Bélgica , Rinaldini serviu como secretário de 1872 a 1880. Permaneceu na Bélgica como "agente privado" depois que o gabinete liberal do primeiro-ministro Walthère Frère-Orban rompeu relações diplomáticas com a Santa Sé e o núncio Serafino Vannutelli partiu para Roma. . Rinaldini serviu como encarregado de negócios de 1880 a 1885 e auditor) em 1887.
Após sua ascensão a um apostolado protonotary ad instarium , ele foi o Internuncio para os Países Baixos de 1887 a 1893. Ele também se tornou internuncio para Luxemburgo em janeiro de 1891. Ele retornou à Itália quando foi substituído na Secretaria de Estado do Vaticano em 31 de maio de 1893. e permaneceu nessa posição por três anos.
Em 14 de agosto de 1896, Rinaldini foi nomeado núncio na Bélgica e arcebispo titular de Heráclea, em Europa, pelo papa Leão XIII . Ele recebeu sua consagração episcopal em 30 de agosto do Cardeal Mariano Rampolla , com os Bispos Guglielmo Pifferi , OSA e Vincenzo Veneri (primo de Rinaldini) servindo como co-consagradores . Bauer foi posteriormente nomeado núncio na Espanha em 28 de dezembro de 1899. Ele atuou como legado papal ao batismo do Príncipe das Astúrias em 18 de maio de 1907.
O papa Pio X fez dele cardeal sacerdote de San Pancrazio no consistório de 15 de abril de 1907. Rinaldini foi camerlengo do Colégio de Cardeais de 2 de dezembro de 1912 a 25 de maio de 1914 e foi um dos cardeais que participou do conclave papal de 1914 que elegeu o papa Bento XV .
Ele morreu em Roma, aos 76 anos. Ele está enterrado na capela do Reverendo Tecido de São Pedro, no cemitério Campo Verano .